# Ceraphron bestiola
Ceraphron bestiola is een vliesvleugelig insect uit de familie van de Ceraphronidae. De wetenschappelijke naam van de soort is voor het eerst geldig gepubliceerd in 1995 door Cancemi & Dessart.